# Bank of China
Bank of China Limited (кит. трад. 中國銀行, упр. 中国银行, пиньинь Zhōngguó Yínháng, палл. Чжунго Иньхан, дословно «Банк Китая»; сокращённо 中行, Чжунхан или BOC) — китайская финансовая группа, образованная на основе старейшего из ныне действующих китайских банков. Штаб-квартира — в Пекине. С 2011 года входит в число глобально системно значимых банков.

## История
Банк был основан 5 февраля 1912 года путём преобразования банка Ta Ching Government Bank и является старейшим банком Китая из ныне действующих. С 1912 по 1942 год банк от имени правительства осуществлял эмиссию банкнот вместе с «большой четвёркой» банков того времени: Central Bank of China, Farmers Bank of China и Bank of Communications. Функции центрального банка были последовательно переданы Central Bank of China и Народному банку Китая.
После Гражданской войны банк стал специализироваться на внешнеэкономической деятельности, в частности обмене валют. Постепенно банк развивал свою зарубежную сеть, основывая филиалы в разных странах мира. В 1994 году Bank of China был преобразован в государственный коммерческий банк, а 26 августа 2004 года — в акционерный коммерческий банк Bank of China Limited. Второй по величине банк КНР Bank of China (BoC) в июне 2006 года провёл первичное размещение акций на Гонконгской фондовой бирже, заработав на этом более 8 млрд евро, в июле того же года акции банка были размещены на Шанхайской фондовой бирже.
В мае 2020 года ведущая азиатская лизинговая компания BOC Aviation, подконтрольная Bank of China, приобрела 12,67 % норвежского лоукостера Norwegian Air Shuttle.

## Собственники и руководство

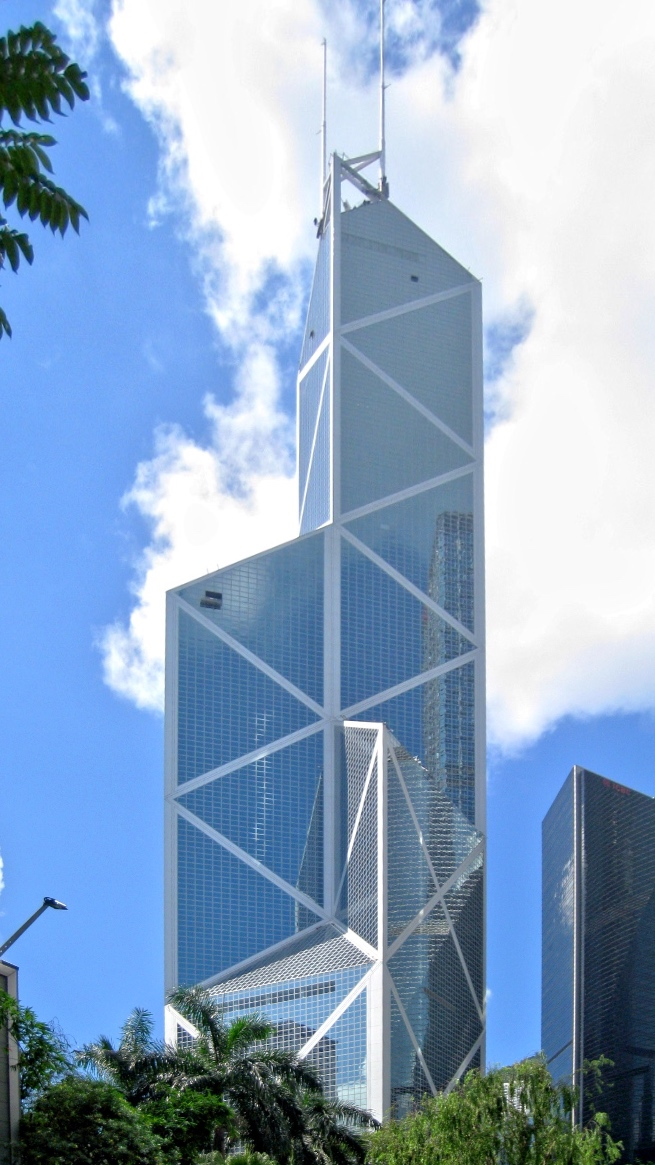
Штаб-квартира банка в Гонконге

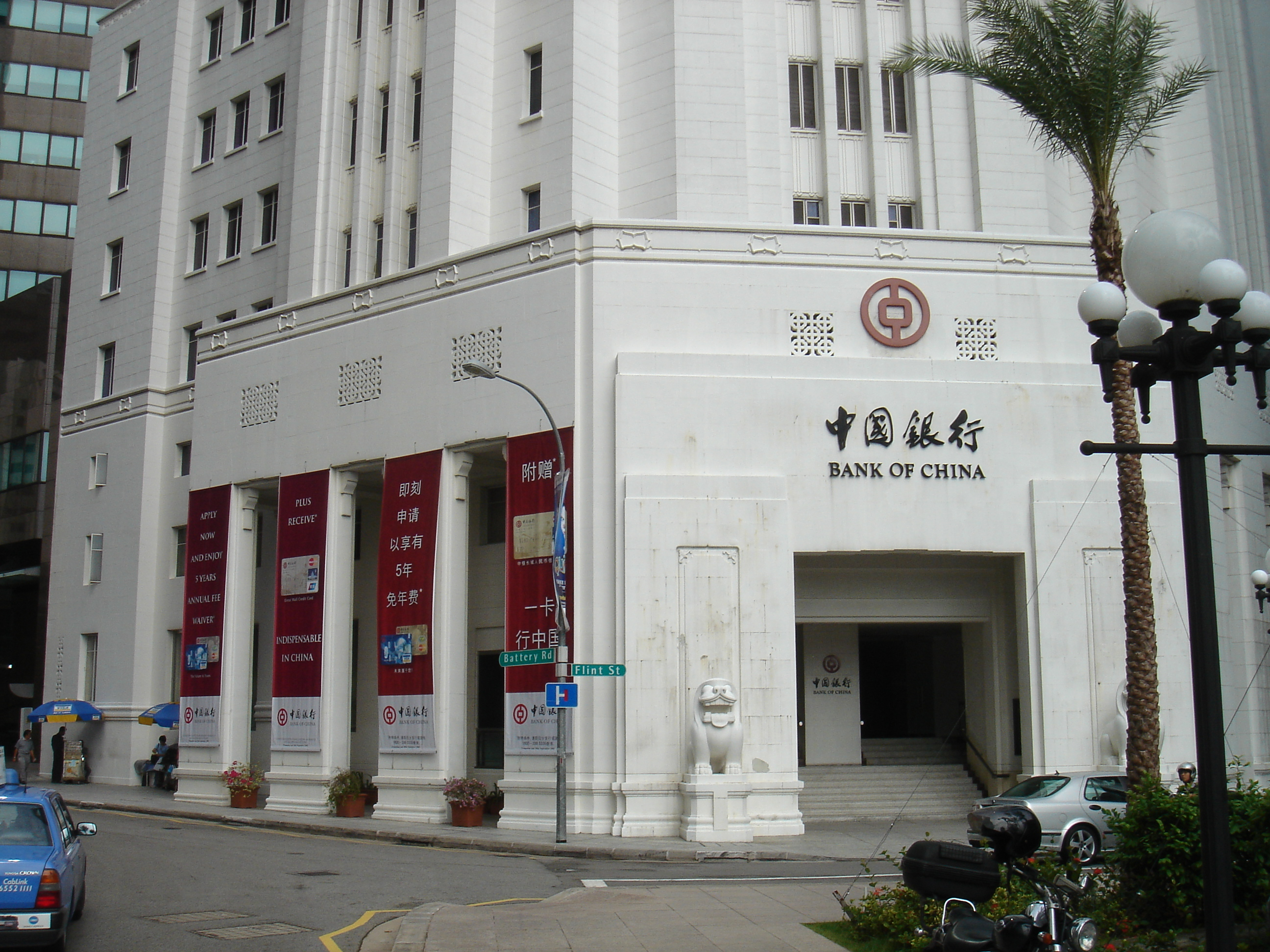
Офис банка в Сингапуре

Контрольный пакет акций банка принадлежит правительству страны через государственную инвестиционную компанию Central Huijin Investment (64,74 % на конец 2023 года). Номинальному акционеру HKSCC Nominees Limited принадлежит 28,28 % акций. Среди других акционеров Bank of China — China Securities Finance (2,70 %) и BlackRock, Inc. (1,61 %).
- Лю Ляньгэ (Liu Liange, род. в 1961 году) — председатель правления с августа 2019 года, в банке с 2018 года, до этого работал в Экспортно-импортном банке Китая. 31 марта 2023 года против него началось расследование в связи с коррупцией и взяточничеством, на посту председателя и партийного руководителя банка его сменил Гэ Хайцзяо[5][6][7].
- Гэ Хайцзяо (Ge Haijiao, 葛海蛟, род. в декабре 1971 года) — партийный секретарь и председатель правления банка с апреля 2023 года; с 2019 по 2023 год был членом постоянного комитета провинции Хэбэй (с 2021 года — вице-губернатор); с 2018 по 2019 год возглавлял China Everbright Bank, до этого работал в Agricultural Bank of China. Доктор экономических наук Нанкинского аграрного университета[англ.].
- Лю Цзинь (Liu Jin) — вице-председатель с июня 2021 года, президент с апреля 2021 года; ранее работал в ICBC, China Development Bank и China Everbright Group.

## Деятельность
Основное направление деятельности — коммерческий банкинг, на него в 2020 году пришлось 89 % операционной прибыли; это направление включает корпоративный банкинг (38 %), частный банкинг (39 %) и казначейские услуги (12 %). Инвестиционный банкинг и страхование приносит Bank of China 7 % операционной прибыли. Также компания занимается обслуживанием пластиковых карт, как собственных, так и международных (Mastercard, Visa, American Express). На конец 2020 года компания обслуживала 594 млн дебетовых карт, 132 млн кредитных карт и 113 млн карт социального обеспечения, общий объём транзакций по картам превысил 10 трлн юаней ($1,5 трлн). Размер активов на хранении в депозитариях 11,79 трлн юаней ($1,8 трлн). Розничная сеть группы состоит из более 10 тысяч отделений и агентств и 90 тысяч банкоматов и терминалов самообслуживания.
Основную часть выручки банка даёт чистый процентный доход, 466,5 млрд из 624,1 млрд юаней в 2023 году. Из 32,4 трлн юаней активов 19,5 трлн составляют выданные кредиты (из них 13,3 трлн — корпоративные), 7,2 трлн приходится на инвестиции в ценные бумаги (из них 3,8 трлн — гособлигации КНР). Размер принятых депозитов составил 22,9 трлн юаней (из них 11,5 трлн — корпоративные).
Основным регионом деятельности является материковый Китай (КНР исключая Гонконг и Макао), на него в 2023 году пришлось 78 % активов и 77 % операционной прибыли группы. На Гонконг, Макао и Тайвань приходится 15 % активов и 18 % операционной прибыли. Зарубежная сеть группы состоит из 559 отделений в 61 стране мира, наиболее существенно присутствие в Канаде, Великобритании и Сингапуре.
В рейтинге Forbes Global 2000 за 2023 год Bank of China занял 12-е место.
|                     | 2003…  | 2007…  | 2011  | 2012  | 2013  | 2014  | 2015  | 2016  | 2017  | 2018  | 2019  | 2020  | 2021  | 2022  | 2023  |
| ------------------- | ------ | ------ | ----- | ----- | ----- | ----- | ----- | ----- | ----- | ----- | ----- | ----- | ----- | ----- | ----- |
| Выручка             | 0,095… | 0,195… | 0,328 | 0,336 | 0,408 | 0,456 | 0,474 | 0,486 | 0,484 | 0,504 | 0,550 | 0,568 | 0,606 | 0,619 | 0,624 |
| Чистая прибыль      | 0,024… | 0,056… | 0,124 | 0,146 | 0,164 | 0,177 | 0,179 | 0,184 | 0,185 | 0,192 | 0,202 | 0,205 | 0,227 | 0,238 | 0,246 |
| Активы              | 3,973… | 5,996… | 11,83 | 12,68 | 13,87 | 15,25 | 16,82 | 18,15 | 19,47 | 21,27 | 22,77 | 24,40 | 26,72 | 28,91 | 32,43 |
| Собственный капитал | 0,197… | 0,425… | 0,723 | 0,825 | 0,924 | 1,141 | 1,305 | 1,412 | 1,496 | 1,613 | 1,852 | 2,038 | 2,225 | 2,428 | 2,630 |

### Bank of China в Гонконге
Банк Китая открыл свой первый филиал в Гонконге в 1917 году, в 2001 году была создана холдинговая компания BOC Hong Kong (Holdings), объединившая Bank of China (Hong Kong) Limited и ряд других компаний, специализирующихся на финансовых услугах и страховании. Bank of China (Hong Kong) Limited является одним из трёх гонконгских банков, выпускающих банкноты местных долларов; имеет более 300 отделений в Гонконге и несколько в Китае (под брендом Nanyang Commercial Bank), а также контролирует крупнейшую сеть банкоматов в Гонконге и Макао и крупное туристическое агентство BOC Travel Services. Штаб-квартира компании расположена в небоскрёбе Бэнк оф Чайна Тауэр в округе Сентрал. Bank of China принадлежит 66 % акций гонконгского холдинга, остальные акции котируются на Гонконгской фондовой бирже.
В июне 2023 года входящий в группу Bank of China гонконгский инвестиционный банк в партнёрстве с UBS провёл на Ethereum токенизацию выпуска нот в объёме 200 млн юаней ($28 млн).

### Bank of China в России
С 1993 года у Bank of China в Москве действует дочерний банк — АКБ «Банк Китая (ЭЛОС)». Это был один из первых дочерних банков, открытых иностранным банком на территории России.
В июне 2024 года российская «дочка» Bank of China отказалась обслуживать платежи в юанях от российских банков, находящихся под санкциями США.
Рейтинговое агентство «Эксперт РА» в 2017 году присвоило АКБ «Бэнк оф Чайна» рейтинговую оценку ruAA со стабильным прогнозом, в 2018—2024 годах рейтинг подтверждался на том же уровне, в 2025 был поднят до ruAA+.

### Bank of China в Казахстане
Bank of China (Kazakhstan) начал работу в Алматы в 2000 году. Банк специализируется на обслуживании трансграничной торговли, валютных операций, корпоративного кредитования и расчетов в юанях. Поддерживает бизнес-связи между Казахстаном и Китаем, участвует в проектах инициативы «Один пояс — один путь».
По состоянию на апрель 2025 года активы банка составляли 430,9 млрд тенге, капитал — 57,2 млрд тенге, кредитный портфель — 34,7 млрд тенге. Рейтинг Fitch Ratings — BBB+ / стабильный прогноз (на 2025 год).

## Дочерние компании

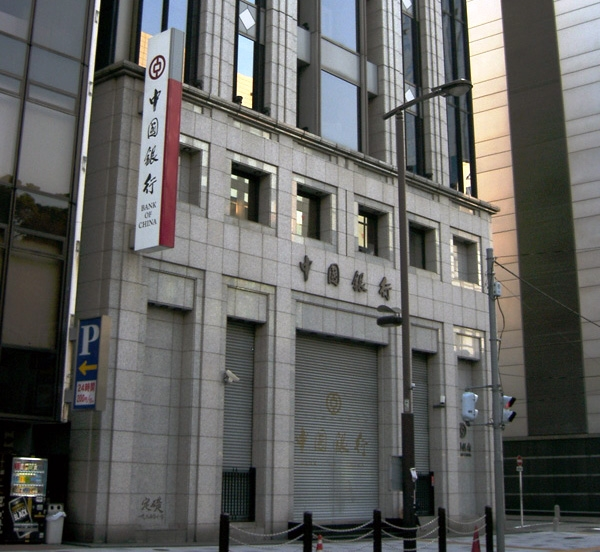
Офис банка в Токио

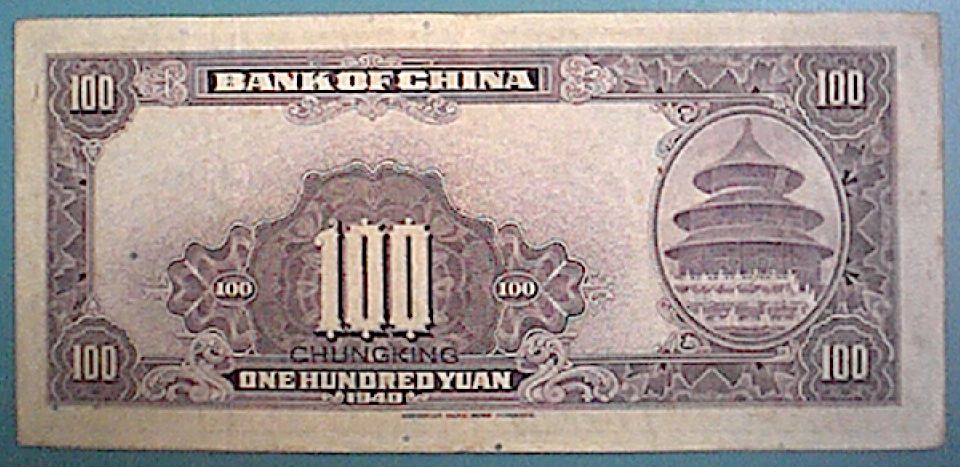
100 юаней, выпущенные Банком Китая в 1940 году

- BOC Hong Kong (Group) Limited (Гонконг, 2001 год, 100 %, холдинговая компания)
- BOC International Holdings Limited (Гонконг, 1998 год, 100 %, инвестиционный банкинг)
- Bank of China Group Insurance Company Limited (Гонконг, 1992 год, 100 %, страхование)
- Bank of China Group Investment Limited (Гонконг, 1993 год, 100 %, инвестиционный холдинг)
- Tai Fung Bank Limited (Макао, 1942 год, 50,31 %, коммерческий банкинг)
- Bank of China (UK) Limited (Великобритания, 2007 год, 100 %, коммерческий банкинг)
- BOC Insurance Company Limited (Пекин, 2005 год, 100 %, страхование)
- BOC Financial Asset Investment Company Limited (Пекин, 2017 год, 100 %, финансовые услуги)
- BOC Hong Kong (Holdings) Limited (Гонконг, 2001 год, 66,06 %, холдинговая компания)
- Bank of China (Hong Kong) Limited (Гонконг, 1964 год, 66,06 %, коммерческий банкинг)
- BOC Credit Card (International) Limited (Гонконг, 1980 год, 66,06 %, обслуживание кредитных карт)
- BOC Group Trustee Company Limited (Гонконг, 1997 год, 77,6 %, трастовые услуги)
- BOC Aviation Limited (Сингапур, 1993 год, 70 %, лизинг авиатранспорта)
- Bank of China (Luxemburg) S.A. (Люксембург, отделения в Роттердаме, Брюсселе, Варшаве, Стокгольме, Лисабоне)
- Bank of China (Hungary) close ltd. (Венгрия, отделения в Будапеште, Праге, Вене)
- Bank of China Srbija A.D. Beograd (Сербия)
- Bank of China (Canada) (Канада)
- Bank of China ltd — Abu Dhabi (Объединённые Арабские Эмираты)
- Bank of China (New Zealand) ltd (Новая Зеландия)
- Bank of China (Australia) ltd (Австралия)
- JSC AB (Bank of China Kazakhstan) (Казахстан, Алма-Ата, 1993 год)
- Bank of China (Malaysia) Berhad (Малайзия)
- Bank of China (Thai) Public Company Limited (Таиланд)

Отделения в Нью-Йорке (США), Лондоне (Великобритания), Париже (Франция), Милане (Италия), Франкфурте (Германия), Сингапуре, Токио (Япония), Сеуле (Республика Корея), Тайбее (Тайвань), Коломбо (Шри-Ланка), Ханое (Вьетнам), Брунее, Джакарте (Индонезия), Пномпене, (Камбоджа), Маниле (Филиппины), Сиднее (Австралия), Дохе (Катар), Карачи (Пакистан), Дубае (ОАЭ), Панаме, Благовещенске, (Россия), на Каймановых островах.
Представительства в Стамбуле (Турция), Манаме (Бахрейн), Улан-Баторе (Монголия), Янгоне (Мьянма).